# Castillo Moyry

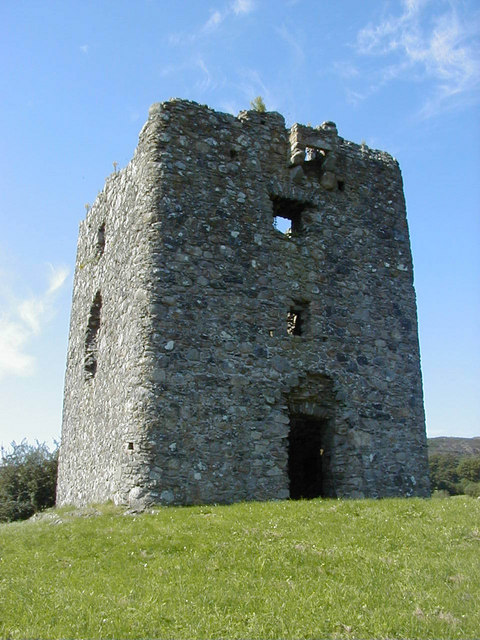
El Castillo Moyry en Irlanda del Norte

El Castillo Moyry está ubicado en el condado Armagh, en Irlanda del Norte. Fue construido en 1601 por Lord Mountjoy para asegurar el Paso Moyry y la Brecha del Norte. Fue construido en un predio pequeño y consiste en una torre rectangular con tres pisos de altura.
El Castillo Moyry fue declarado un monumento histórico nacional de Irlanda del Norte ubicado en el pueblo de Carrickbroad, en el distrito de la Junta de  Newry y Mourne.